# Список автобанів Німеччини

Карта всіх федеральних автострад Німеччини

Німецькі федеральні автостради пронумеровані за чіткою системою. З середини 1970-х років існує система нумерації федеральних автомагістралей, яка приблизно визначає, який номер отримає нова федеральна автомагістраль. Федеральні автомагістралі з однозначним номером (наприклад, A 1) мають національне або навіть транскордонне значення. Федеральні автостради з двозначними номерами (наприклад, A 20) зазвичай мають головне регіональне значення. Федеральні автостради з тризначним номером (наприклад, A 999) зазвичай мають регіональне або міське значення. Ці федеральні автомагістралі часто є під’їзними або об’їзними дорогами.
У випадку федеральних автомагістралей з більш ніж однією цифрою в якості номера перша цифра вказує приблизне розташування федеральної автомагістралі:
- 1 — Райони Берлін, Лейпциг-Галле, Дрезден,
- 2 — Райони Гамбурга/Бремена,
- 3 — Райони Ганновера/Білефельда/Оснабрюка,
- 4 — Райони Рур/Кассель/Рейнланд-Пфальц,
- 5 — Райони Великого Кельна,
- 6 — Райони Франкфурта-на-Майні,
- 7 — Райони Швайнфурта/Нюрнберга/Ерфурта,
- 8 — Райони Штутгарта,
- 9 — Райони Мюнхена.

За винятком південної Німеччини, розподіл аналогічний розподілу першої цифри чотиризначних поштових індексів, дійсних у Німеччині до 1993 року.
Як правило, федеральні автомагістралі з парними номерами в кінці маршруту проходять в основному в напрямку захід-схід, а з непарними - в напрямку північ-південь. Винятками є, напр. B. A 14 і A 15.

## Від А 1 до А 9
| Номер            | Назва автобану                                                                           | З'єднується | Довжина | Статус                                                                                                | Карта     |
| ---------------- | ---------------------------------------------------------------------------------------- | --- | ------- | --- | --------- |
| A1               | Vogelfluglinie, Hansalinie, Ruhrtangente, Kölner Ring, Eifelautobahn                     | Гайлігенгафен – Любек – Гамбург – Бремен – Оснабрюк – Мюнстер – Гамм – Дортмунд – Хаген – Вупперталь – Ремшайд – Леверкузен – Кельн – Бланкенгайм Кельберг – Трір – Саарбрюкен                 | 748 km  | в експлуатації будується: національний кордон Данії – Путтгарден в плануванні: Бланкенхайм – Кельберг |           |
| A2               | Warschauer Allee, Schalkeschleichweg                                                     | Обергаузен – Боттроп – Гельзенкірхен – Реклінгхаузен – Дортмунд – Гамм – Білефельд – Ганновер – Брауншвейг – Магдебург – розв'язка Вердер                                                      | 473 km  | в експлуатації                                                                                        | zentriert |
| A3               | Hollandlinie, Rechtsrheinische Autobahn, Kölner Ring, Spessartautobahn, Donautalautobahn | (Арнем –) Еммеріх – Оберхаузен – Дуйсбург – Дюссельдорф – Леверкузен – Кельн – Лімбург – Вісбаден – Франкфурт – Ашаффенбург – Вюрцбург – Нюрнберг – Регенсбург – Дюссельдорф – Пассау (– Лінц) | 769 km  | в експлуатації                                                                                        | zentriert |
| A4               | Hollandlinie, Kölner Ring, Oberbergische Straße                                          | (Маастрихт –) Аахен – Кельн – Ольпе – Кромбах розв'язка Кірхгейма – Ейзенах – Ерфурт – Єна – Гера – Хемніц – Дрезден – Герліц (– Вроцлав)                                                      | 583 km  | в експлуатації                                                                                        | zentriert |
| A5               | HaFraBa, Bergstraßenautobahn, Rheintalautobahn, Rechtsrheinische Autobahn                | Розв'язка Бад-Герсфельд – Франкфурт – Дармштадт – Гайдельберг – Карлсруе – Фрайбург – Вайль-на-Рейні (– Базель) (Мюлуз –) розв'язка Neuenburg на A5                                            | 440 km  | в експлуатації                                                                                        | zentriert |
| A6               | Neckarlinie, Kraichgau-Autobahn, Via Carolina                                            | (Париж –) Саарбрюкен – Кайзерслаутерн – Мангейм – Гайльбронн – Нюрнберг – Амберг – Вайдгаус (– Прага)                                                                                          | 484 km  | в експлуатації                                                                                        | zentriert |
| E45              | HaFraBa, Nord-Süd-Achse, Rhönautobahn / -linie                                           | (Орхус –) Фленсбург – Ноймюнстер – Гамбург – Ганновер – Геттінген – Кассель – розв'язка біля Бад-Герсфельда – Фульда – Вюрцбург – Ульм – Меммінген – Füssen (– Ройтте/Ферн (перевал))          | 962 km  | в експлуатації                                                                                        | zentriert |
| A8               | Saar-Autobahn, Albauf- bzw. -abstieg, Salzburger/Wiener Autobahn                         | (Люксембург –) Перл – Саарлуї – Нойнкірхен – Пірмазенс Карлсруе – Штутгарт – Ульм – Аугсбург – Мюнхен Мюнхен – Розенхайм – Бад-Райхенгалль (– Зальцбург)                                       | 505 km  | в експлуатації                                                                                        | zentriert |
| A9               | MüLeiBerl, Berliner Autobahn, Nürnberger Autobahn                                        | Потсдам – Дессау – Лейпціг – Хоф – Байройт – Нюрнберг – Інгольштадт – Мюнхен | 530 km  | в експлуатації                                                                                        | zentriert |
|                  |                                                                                          | |         | |           |
| Загальна довжина | Загальна довжина                                                                         | Загальна довжина | 5494 km | |           |